# 库埃格达湾
库埃格达湾（俄语：Залив Куэгда）是库页岛北部施密特半岛的海湾，属萨哈林州奥哈区，均深0.3至0.9米，最深处2米，潮高2米。底部是淤泥，覆盖着水生植被，与海岸附近和连接泻湖与大海的通道中砾石、鹅卵石、沙质土壤交替出现。冰期从10月起，至5月中旬结束，长204天。名称来源于阿伊努语的“柳树”。